# Göldenitz
Göldenitz település Németországban, Schleswig-Holstein tartományban. Lakosainak száma 233 fő (2023. december 31.).

## Népesség
A település népességének változása:
| Lakosok száma | 166  | 234  | 236  | 229  | 225  | 233  |
|               | 1975 | 2017 | 2019 | 2021 | 2022 | 2023 |